# Daniel Jenny (Unternehmer, 1789)
Daniel Jenny (* 2. September 1789 in Ennenda; † 8. Februar 1860 ebenda, reformiert, heimatberechtigt in Ennenda) war ein Schweizer Unternehmer.

## Leben
Daniel Jenny wurde am 2. September 1789 in Ennenda als Sohn des Pfisters Johann Balthasar Jenny geboren. Jenny, der nur eine rudimentäre Ausbildung erhielt, zeigte aber technische Begabung. Im Jahr 1815 nahm er als Soldat und Wagenmeister der 3. Kompanie des Glarner Bataillons an der Belagerung von Hüningen teil.
In der Folge baute Jenny zwischen 1822 und 1823 eine der ersten mechanischen Spinnereien. Dazu erwarb er das Wasserrecht für die Nutzung des Dorfbaches von Ennenda für eine Baumwollspinnerei mit ungefähr 2000 Spindeln. Finanzielle Hilfe wurde ihm von seinen Onkeln, den Gebrüdern Kundert aus Glarus, mit denen er sich zur Firma Jenny & Kundert vereinigte, zuteil. Zudem war Jenny als Schatzvogt sowie Ratsherr eingesetzt.
Daniel Jenny heiratete 1809 Sophia, die Tochter des Waagmeisters Kaspar Zweifel. Er verstarb am 8. Februar 1860 im Alter von 70 Jahren in Ennenda.